# Przybychowo
Przybychowo – wieś w Polsce położona w województwie wielkopolskim, w powiecie czarnkowsko-trzcianeckim, w gminie Połajewo.
Przez miejscowość przebiega droga wojewódzka nr 178.
Wieś szlachecka Przibichowo położona była w 1580 roku w powiecie poznańskim województwa poznańskiego. W latach 1975–1998 miejscowość administracyjnie należała do województwa pilskiego.